# Cynthia Nelson
Cynthia Nelson (* 1933 in den Vereinigten Staaten; † 2006 in Kairo) war eine amerikanische Ethnologin und Professorin an der American University in Cairo. Sie etablierte die Frauen- und Geschlechterforschung in der Kulturanthropologie in Ägypten.

## Leben und Werk
Cynthia Nelson wurde 1963 mit einer Feldstudie über eine bäuerliche Gemeinschaft in Mexiko an University of California, Berkeley promoviert. Anschließend ging sie nach Kairo, wo sie mehr als 40 Jahre an der American University forschte und lehrte. Sie begann mit Untersuchungen über die Sozialisation und den Wandel unter den sesshaften Beduinen und fokussierte ihre Arbeit bald auf die Frauen im Nahen Osten und wie diese in der Ethnografie von den überwiegend männlichen Autoren beschrieben wurden. 2001 wurde sie auf eine Professur berufen.
Im Jahr 2000 gründete Cynthia Nelson an der American University in Cairo (AUC) das Institut für Gender- und Frauenforschung, das sie bis zu ihrem Tod leitete. Der Masterstudiengang, der dort absolviert werden kann, verknüpft die Untersuchung der Geschlechterverhältnisse mit einer interdisziplinären und transnationalen Perspektive mit besonderem Schwerpunkt auf den Nahen Osten und Nordafrika. Ihr zu Ehren wurde das Institut 2006 in Cynthia Nelson Institute for Gender and Women's Studies (IGWS) umbenannt. Als Cynthia Nelsons Verdienst gilt es, dass sie als wichtiges Thema 'Geschlecht' in den Debatten zu postkolonialen Visionen in der arabischen Welt verankert hat.
Zehn Jahre lang arbeitete sie an ihrer Biografie über Doria Shafik, von deren mutigen politischen Aktivitäten wie philosophischem Denken sie fasziniert war. Lilia Labidi von der Universität von Tunis hob in ihrem Nachruf hervor, dass dieses Buch, das auch ins Arabische übersetzt wurde, zu den Werken gehöre, die die Art ethnologisch zu arbeiten und zu schreiben in der Region geprägt haben.

## Auszeichnungen
1996 wurde sie von König Hussein von Jordanien mit dem Distinguished Service Award für ihre Beiträge zur Hochschulbildung in der arabischen Welt gewürdigt.

## Schriften
- Martina Rieker (Hrsg.), Lila Abu-Lughod (Einführung): Pioneering Feminist Anthropology in Egypt. Selected Writings from Cynthia Nelson, The American University in Cairo Press 2007 (Cairo Papers Vol. 28, No. 2/3)[4]
- Situating globalization. Views from Egypt, Bielefeld 2000 (herausgegeben von Cynthia Nelson und Shahnaz Rouse)
- Arab regional women's studies workshop, (Cairo papers in social science), Kairo 1998
- Doria Shafik, Egyptian feminist. A woman apart, Kairo 1996
- Women, health and development, Kairo 1977
- The Desert and the sown. Nomads in the wider society, (Research series, University of California, Institute of International Studies, Nr. 21), Berkeley 1973
- The waiting village. Social change in rural Mexico, Boston 1971
- The waiting village. Social change in a mexican peasant community, Berkeley 1963